# Павлівська сільська рада (Канівський район)
Павлівська сільська́ ра́да — адміністративно-територіальна одиниця та орган місцевого самоврядування в Канівському районі Черкаської області. Адміністративний центр — село Павлівка.

## Загальні відомості
- Населення ради: 406 осіб (станом на 2001 рік)

## Населені пункти
Сільській раді підпорядковані населені пункти:
- с. Павлівка
- с. Новоукраїнка

## Склад ради
Рада складається з 12 депутатів та голови.
- Голова ради:
- Секретар ради: Кириленко Світлана Василівна

### Керівний склад попередніх скликань
| Прізвище, ім'я, по батькові | Основні відомості                                                                       | Дата обрання | Дата звільнення |
| --------------------------- | --------------------------------------------------------------------------------------- | ------------ | --------------- |
| Войта Володимир Миколайович | Сільський голова, 1952 року народження, безпартійний                                    | 26.03.2006   | 31.10.2010      |
| Пліщенко Ніна Василівна     | Сільський голова, 1964 року народження, освіта середня спеціальна, член Партії регіонів | 31.10.2010   | 11.09.2014      |

Примітка: таблиця складена за даними сайту Верховної Ради України

### Депутати
За результатами місцевих виборів 2010 року депутатами ради стали:

#### За суб'єктами висування
| Суб'єкт висування | Кількість обраних депутатів | %   |
| ----------------- | --------------------------- | --- |
| Самовисування     | 12                          | 100 |

#### За округами
| № округу | Прізвище, ім'я, по батькові    | Дата визнання обраним | Освіта             | Партійна приналежність | Відомості про обраного депутата                    |
| -------- | ------------------------------ | --------------------- | ------------------ | ---------------------- | -------------------------------------------------- |
| 1        | Дорошенко Інна Вікторівна      | 04.11.2010            | середня спеціальна | член Партії регіонів   | Павлівська сільська рада, землевпорядчик           |
| 2        | Кітовський Леонід Миколайович  | 04.11.2010            | середня спеціальна | член Партії регіонів   | Газове господарство, слюсар                        |
| 3        | Кириленко Ігор Михайлович      | 04.11.2010            | вища               | член Партії регіонів   | АБ «Київська Русь», охоронець                      |
| 4        | Кириленко Лариса Володимирівна | 04.11.2010            | вища               | член Партії регіонів   | Павлівська загальноосвітня школа І-ІІ ст., вчитель |
| 5        | Кириленко Світлана Василівна   | 04.11.2010            | середня спеціальна | член Партії регіонів   | Павлівська сільська рада, секретар                 |
| 6        | Микитенко Михайло Васильович   | 04.11.2010            | середня спеціальна | член Партії регіонів   | ТОВ СНИП «Мир-Сем», зав.машдвору                   |
| 7        | Курта Любов Вікторівна         | 04.11.2010            | вища               | член Партії регіонів   | Павлівська сільська рада, бухгалтер                |
| 8        | Ступенко Тетяна Іванівна       | 04.11.2010            | середня            | член Партії регіонів   | Канівський терцентр, соціальний працівник          |
| 9        | Шакало Ольга Миколаївна        | 04.11.2010            | середня спеціальна | позапартійна           | ДНЗ Степанецького відділення, секретар             |
| 10       | Калінчук Любов Володимирівна   | 04.11.2010            | середня спеціальна | член Партії регіонів   | ЛЧ — 8, чергови по переїзду                        |
| 11       | Гоненко Валентина Іванівн      | 04.11.2010            | середня спеціальна | член Партії регіонів   | тимчасово не працює                                |
| 12       | Левченко Валентина Михайлівна  | 04.11.2010            | середня            | позапартійна           | тимчасово не працює                                |